# El Niño

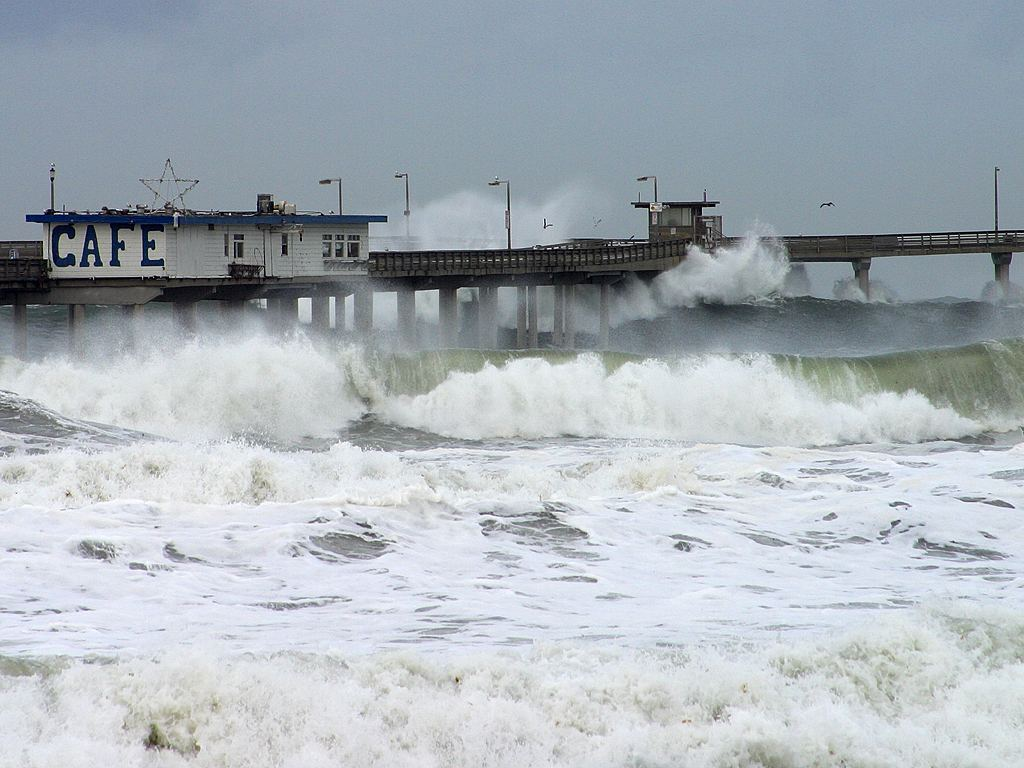
Az El Niño hatása San Diego partjainál

Az El Niño (magyaros ejtése: [elninnyó]–[elninyo]; a spanyol El Niño, IPA: [elˈni.ɲˑo], „a fiúgyermek” szóból, mely itt a gyermek Jézusra, a karácsonyra utal) a Csendes-óceán trópusi övezetének természetes éghajlati jelensége, amely a tengervíz áramlásaival áll összefüggésben. Néhány évenként, karácsony tájékán kezdődik, és 9–12 hónapig tart.

## Leírása
A csendes-óceáni térség Egyenlítő közeli területe karácsony táján erősen felmelegszik. Perui és ecuadori tengeri halászok figyeltek fel elsőnek a jelenségre a 19. század végén.
Hatására aszályos, száraz időszak lép fel Afrikában és Ausztráliában, a Karib-tengeren és az Egyesült Államok nyugati partján pedig óriási esőzéseket okozhat. Az El Niño-előszezont általában az átlagosnál kevésbé aktív atlanti-óceáni hurrikán szezon is jellemzi.
Az Egyenlítő menti passzátszelek keletről nyugat felé fújnak a Csendes-óceánon, s a felszíni vizek is ilyen irányban áramlanak. A csendes-óceáni medence két partja között ilyenkor félméteres tengerszint-különbség alakul ki. Indonéziában tehát 50 centiméterrel magasabb a tenger szintje, mint az ecuadori partok mentén. De a tengerfelszín hőmérsékletében is mintegy 8 Celsius-fokos eltérés mutatkozik, amelyet a Dél-Amerika partjainál feltörő hideg, mélytengeri áramlatok idéznek elő. A Csendes-óceán nyugati részén a meleg felszínű tengerek fölött erőteljes felszálló légáramlás indul meg, amelyet heves esőzések kísérnek.
A Csendes-óceán egyenlítői vidékén három-, illetve hétévenként meglepő változás áll be az áramlási rendszerben. Ez az El Niño jelenség, amelynek során a keleties passzátszélrendszer felbomlik, s a szél esetenként ellentétes irányúvá is válhat. Emiatt gyakoribbá válnak világszerte az árvizek, az aszályok és a hurrikánok. Ilyenkor a Peru partjainál a mélyből karácsonykor feltörő, táplálékban gazdag hideg áramlat elmarad, a partvidéket eső öntözi, a halak elvándorolnak, s a halászat katasztrofális helyzetbe kerül.
Ellentéte a normálisnál hidegebb tengerfelszínt jelentő La Niña, mely a Csendes-óceán trópusi területeinek középső és keleti részén fordul elő.

## Felfedezése
A világ túlnyomó részén még nem hallottak erről a jelenségről, amikor a perui halászok már El Niñónak („kicsi fiú”-nak) keresztelték el a dél-amerikai partok mentén karácsony táján felbukkanó meleg tengeráramlatot. A névválasztás egyébként a karácsonykor megszülető kisded Jézusra utal. Azóta a szó tágabb jelentésűvé vált, hiszen az El Niño jelenséggel kapcsolatos összes eseményt jelenti.
Mivel eddig a „kicsi fiú” az északi féltekén, így Európában is ismeretlen volt, azt hihetnénk, hogy a dél-amerikai halászok új keletű megfigyeléséről van szó. Holott a történeti feljegyzések alapján rekonstruált El Niño-adatsor 1576-ig nyúlik vissza.
A húszas években a dél-amerikai éghajlatkutatók – bár nem ismerték az El Niño jelenség ok és okozati összefüggései – meg voltak győződve a helyi-körzeti eredetéről. Ez idő tájt Sir Gilbert Walker angol tudós, aki az Indiai Meteorológiai Szolgálat elnöki tisztségét töltötte be, a monszun kialakulását és előrejelezhetőségét kutatta. A monszun 1899-es elmaradása miatti szárazság ugyanis óriási éhínséget okozott India-szerte. Walker az idősorelemzésekkor különös kapcsolatokra figyelt fel. Felismerte, hogy Dél-Amerika csapadékváltozásai és a Csendes-óceán hőmérsékleti eltérései között összefüggés van, s a Csendes-óceán keleti és nyugati részének légnyomásviszonyai között is kapcsolatot talált. Ebből kiindulva felhívta a figyelmet Tahiti és az ausztráliai Darwin tengerszinti légnyomás-idősorainak ellentétes változásaira. Ezt a jelenséget déli oszcillációnak nevezte el. A továbbiakban azt tapasztalta, hogy az ázsiai monszun gyakran összefügg az ausztráliai, az indonéziai, az indiai és az afrikai szárazságokkal, valamint Kelet-Kanada enyhe teleivel.
Ötven évig kellett várni arra, hogy Jacob Bjerknes norvég meteorológus az 1960-as években összeillessze a képet, s kimondja, hogy a Csendes-óceán időszakosan előforduló szokatlanul meleg tengerfelszíni hőmérséklete és a déli oszcilláció Tahiti és Darwin között dipólusszerűen váltakozó nyomásviszonyai ugyanannak a jelenségnek a megnyilvánulási formái. Ez az El Niño–déli oszcilláció jelenség, angol elnevezéséből alkotott betűszóval az ENSO-jelenség. Az azóta eltelt három évtized elméletei az ENSO-események ok és okozati összefüggéseit igyekeznek magyarázni, de eddig egyiket sem bizonyították. A legújabb elképzelés szerint a csendes-óceáni medence aszimmetriájával kapcsolatos, két-hétéves periódusokban a labilis trópusi vizek szokásostól eltérő viselkedése, az El Niño.
Az El Niño-időszakban a sűrű trópusi esőfelhők a légáramlásokat 7-12 kilométerrel a tengerfelszín fölé kényszeríthetik. Egy-egy sziget, hegyvonulat vagy hegység több száz vagy ezer kilométeres vízszintes kerülőre kárhoztathatja a légáramlásokat, amelyeknek a hullámzó mozgásai befolyásolhatják a monszunok helyzetét, a viharok vonulási pályáit, a magaslégköri, nagy sebességű szélcsatornák, más néven futóáramlások irányát. A rendesen bő csapadékot kapó Indonézia és a Csendes-óceán nyugati része az El Niño következtében eltolódó esőöv miatt szárazsággal küszködik. Ilyenkor az Egyesült Államok déli részén és a dél-amerikai földrész középső, illetve nyugati vidékén nedvesebb az időjárás. Most is ez figyelhető meg, hiszen az esőzések után virágba borult a világ egyik legszárazabb területe, s az Andokban lehullott nagy mennyiségű júniusi hó elolvadva árvizeket okozott Chile fővárosaában Santiagóban. Nem csak az aszályok és a velük járó erdőtüzek, árvizek és a szokásosnál nagyobb számban jelentkező hurrikánok okoznak gondot az érintett térségekben. Az ökológiai rendszerek is károsodnak, hiszen megbomlik a tápláléklánc, elvándorol a gazdag halállomány, a korallzátonyok életközösségeinek éves ciklusa is összezavarodik. A szárazság vagy a túl sok eső miatt a mezőgazdaság szintén nagy károkat szenved. Az Antarktiszon és Alaszkában is érezhető El Niño a tengeri élővilág vándorlási időszakát változtatja meg.

Az Atlanti-óceánon és Európában ugyancsak kimutathatók az ENSO-szignálok. Maximális értékük azonban jóval kisebb, mint a Csendes-óceánon, így az éghajlat természetes változásaiba beleolvadnak. Míg a Csendes-óceán térségében a hőmérsékleti eltérések 1997 szeptemberében elérték az 5 Celsius-fokot, addig az Atlanti-óceánon mindössze 0,7–0,9 Celsius-fok volt ez az érték.

## Fordítás
- Ez a szócikk részben vagy egészben  az   El Niño-Southern Oscillation című angol Wikipédia-szócikk fordításán alapul.  Az eredeti cikk szerkesztőit annak laptörténete sorolja fel. Ez a jelzés csupán a megfogalmazás eredetét és a szerzői jogokat jelzi, nem szolgál a cikkben szereplő információk forrásmegjelöléseként.